# 阿克托别遗址 (江布尔州)
阿克托别遗址 (羅馬化：Aktobe city， 是一座中世纪城市，现遗址位于哈萨克斯坦江布尔州楚河区，遗址时代为公元7至13世纪。该遗址地处楚河和塔拉斯山谷的游牧与农耕文明交汇地，是丝绸之路上的大型贸易和工艺城镇，同时也是七河地区的文化中心。该城址由Bekinis、Shakhristan和Rabad三部分组成，被2到3排的防御城墙和很深的护城河环绕。